# Stefan Röpke
Stefan Röpke (geboren 27. Februar 1971) ist ein deutscher Facharzt für Psychiatrie und Psychotherapie, Chefarzt und ärztlicher Direktor in verschiedenen Einrichtungen der Oberberg Kliniken. Überdies ist er Traumaforscher und Master of Business Administration (MBA) in Health Care Management.

## Beruflicher Werdegang
Nach dem Medizinstudium war Röpke von 1999 bis 2002 als Assistenzarzt im Bereich der inneren und der Notfallmedizin an Universitätskliniken in Paris und Montpellier tätig. Bevor er nach Frankreich ging, promovierte er 1998 an der Humboldt-Universität mit einer Arbeit über Autoantikörper und die Frage, ob sie Serummarker psychiatrischer Erkrankungen sein könnten. Nach seiner Rückkehr war er von 2002 bis 2006 Assistenzarzt am Charité Campus Benjamin Franklin im Bereich Psychiatrie und Psychotherapie. Danach war er dort bis 2022 als Bereichsleiter und Oberarzt tätig. In dieser Zeit wurde er an der medizinischen Fakultät der Charité nach Vorlage seiner Habilitationsschrift Störung der sozialen Interaktion und der Kognition als Kernmerkmale der Borderline-Persönlichkeitsstörung 2011 habilitiert. Erstgutachterin war Sabine Herpertz.
Röpke absolvierte verschiedene Weiterbildungen, beispielsweise in Verhaltenstherapie. Er wurde Supervisor und spezialisierte sich bei der Deutschsprachigen Gesellschaft für Psychotraumatologie (DeGPT) auf Psychotraumatherapie für Erwachsene. An der Hochschule für Wirtschaft und Recht Berlin erwarb er den MBA in Health Care Management. Im Rahmen seiner außerplanmäßigen Professur an der Berliner Charité wurde er Leiter des Forschungsbereichs Traumafolgestörungen.
Seit Juli 2022 ist Röpke Chefarzt und ärztlicher Direktor der Oberberg Fachklinik Berlin Brandenburg und der Oberberg Tagesklinik am Berliner Kurfürstendamm und seit September desselben Jahres ärztlicher Direktor der Oberberg Fachklinik in Potsdam.

## Wirken
Röpke ist Initiator zahlreicher klinischer Studien und Autor oder Co-Autor einer Vielzahl von wissenschaftlichen Veröffentlichungen. Für 131 Publikationen ergibt sich ein h-Index von 41 (Stand 2024). Die Freie Universität Berlin weist ihn als Experten für mannigfaltige psychische Störungsbilder aus, zu denen insbesondere Traumatisierungen und Traumafolgestörungen, Kriegstraumata und psychische Folgen von Misshandlungen sowie posttraumatische Belastungsstörungen, aber auch Autismus und das Asperger-Syndrom gehören.
Von 2015 bis 2017 war Röpke am Berliner Institut für Gesundheitsforschung Clinical Fellow und erhielt von der Stiftung Charité eine Förderung für sein Forschungsvorhaben Der Einfluss des Plasma-Cortisol-Spiegels zum Zeitpunkt der Gedächtnis-Konsolidierung eines belastenden Ereignisses auf die Häufigkeit nachfolgender intrusiver Erinnerungen.
Röpke ist Leiter der Oberberg Akademie in Berlin-Mitte, an der eine DeGPT-zertifizierte Weiterbildung „Spezielle Psychotraumatherapie“ absolviert werden kann. Überdies ist er Dozent an der Arbeitsgemeinschaft für Wissenschaftliche Psychotherapie in Berlin und gemeinsam mit Christian Stiglmayr Leiter dieser Arbeitsgemeinschaft. Sie wurde 2001 als Fortbildungsinstitut für die Dialektisch-Behaviorale Therapie (DBT) gegründet und ist von Marsha Linehan, die diese Behandlungsmethode in den USA entwickelte, anerkannt.
Im Rahmen seines Interessenclusters befasste sich Röpke unter vielem anderen mit der Neurobiologie der Emotionsregulation am Beispiel von Schnittverletzungen bei Patienten mit Borderline-Persönlichkeitsstörung, mit gesundheitlichen Folgen politischer Haft am Beispiel der politischen Haft in der DDR, aber auch mit der Effektivität der von ihm vertretenen Dialektisch-Behavioralen Therapie (DBT).
Zum Wirkungskreis Röpkes gehören öffentliche Auftritte. So äußerte er sich – auf YouTube veröffentlicht – im Jahr 2016 auf dem DGPPN-Kongress über die narzisstische Persönlichkeitsstörung. Im November 2023 richtete der Berufsverband Deutscher Psychologinnen und Psychologen (BDP) durch seine Sektion Rechtspsychologie eine Veranstaltung zum Thema Aussagepsychologie: Urteilsfindung und Opferschutz aus und veröffentlichte darüber einen „Nachbericht“. Zu der interdisziplinär besetzten Podiumsdiskussion war unter anderem Röpke geladen: „Prof. Dr. Röpke führte aus, dass die dissoziative Identitätsstörung wissenschaftlich umstritten sei und in seiner beruflichen Laufbahn an der Charité noch nicht als Diagnose vergeben oder bestätigt wurde.“
Auch wird Röpke mit seiner Expertise gelegentlich von Journalisten angefragt. So sprach er 2017 in der Frankfurter Allgemeinen über die Psyche von Donald Trump und warnte vor vorschnellen diagnostischen Zuschreibungen. Im Juni 2023 sprach er in der Berliner Zeitung über psychische Traumata und „False Memory“. Im Februar 2024 stellte er sich in einem Podcast der Frage, wie man Narzissten erkennen und wie man mit ihnen umgehen könne und ab wann Fachleute von einer narzisstischen Persönlichkeitsstörung sprechen.

## Mitgliedschaften
- Deutsche Gesellschaft für Psychiatrie und Psychotherapie, Psychosomatik und Nervenheilkunde (DGPPN)
- Deutschsprachige Gesellschaft für Psychotraumatologie (DeGPT)
- Deutsche Gesellschaft für Biologische Psychiatrie (DGBP)
- Mitglied der Konsensusgruppe zur Aktualisierung der S3-Leitlinie Posttraumatische Belastungsstörung

## Schriften (Auswahl)
- NGF und Anti-NGF-Autoantikörper. Serummarker psychiatrischer Erkrankungen? Dissertation Humboldt-Universität. Berlin 1998, DNB 955538033.
- Störung der sozialen Interaktion und der Kognition als Kernmerkmale der Borderline-Persönlichkeitsstörung. Habilitationsschrift Medizinische Fakultät Charité. Berlin 2011, DNB 1026358477, urn:nbn:de:kobv:188-fudissthesis000000034892-4 (fu-berlin.de [PDF; 165 kB; abgerufen am 1. Juni 2024]).
- Neurobiologie der Emotionsregulation. Schnittverletzungen bei Patienten mit Borderline-Persönlichkeitsstörung. In: InFo Neurologie & Psychiatrie. Band 17, 2015, ISSN 1437-062X, doi:10.1007/s15005-015-1521-7 (springer.com).
- mit Claas-Hinrich Lammers, Birger Dulz: Die Borderline-Persönlichkeitsstörung und Selbstwert. In: PTT. Persönlichkeitsstörungen. Theorie und Therapie. Band 11, Nr. 1, 2007, S. 31–40.
- mit Kathrin Ritter, Angela Merkl, Isabella Heuser et al.: Komorbiditäten bei Patienten mit einer Narzisstischen Persönlichkeitsstörung im Vergleich zu Patienten mit einer Borderline-Persönlichkeitsstörung. In: Psychotherapie Psychosomatik Medizinische Psychologie. Band 60, Nr. 1, 2010, ISSN 0937-2032, S. 14–24, doi:10.1055/s-0028-1102943.
- mit Aline Vater, Kathrin Ritter, Claas-Hinrich Lammers: Narzisstische Persönlichkeitsstörung. Forschung, Diagnose und Psychotherapie. In: Psychotherapeut. Band 58, Nr. 6, 2013, ISSN 0935-6185, S. 599–615, doi:10.1007/s00278-013-1021-5.
- mit Aline Vater: Narcissistic personality disorder: an integrative review of recent empirical data and current definitions. In: Current Psychiatry Reports. Band 16, Nr. 5, 2014, doi:10.1007/s11920-014-0445-0 (englisch).
- mit M. Bohus,  C. Schmahl, S. C. Herpertz et al.: Leitliniengerechte stationäre psychiatrisch-psychotherapeutische Behandlung der Borderline-Persönlichkeitsstörung. Normative Personalbedarfsermittlung. In: Der Nervenarzt. Originalien. Band 87, Nr. 7, 2016, S. 739–745, doi:10.1007/s00115-016-0132-y (researchgate.net [PDF; 230 kB]).
- mit Aline Vater, Steffen Moritz: Does a narcissism epidemic exist in modern western societies? Comparing narcissism and self-esteem in East and West Germany. In: PLOS ONE. 2018 (englisch).
- mit Felicitas Ehlen, Fabian Klostermann, Irina Baskow et al.: Small Semantic Networks in Individuals with Autism Spectrum Disorder Without Intellectual Impairment: A Verbal Fluency Approach. In: Journal of Autism and Developmental Disorders. Band 50, Nr. 11, 2020, S. 3967–3987, doi:10.1007/s10803-020-04457-9 (englisch).
- mit Christian E. Deuter, Moritz Duesenberg, Julian Hellmann-Regen et al.: Psychosocial stress increases testosterone in patients with borderline personality disorder, post-traumatic stress disorder and healthy participants. In: Borderline Personality Disorder and Emotion Dysregulation. Band 8, Nr. 1, 2021, ISSN 2051-6673, doi:10.1186/s40479-021-00145-x (englisch).
- mit Annemarie Miano, Sven Barnow, Stina Wagner, Isabel Dziobek: Dyadic Emotion Regulation in Women with Borderline Personality Disorder. In: Cognitive therapy and research. Band 45, 2021, S. 1077–1092, doi:10.1007/s10608-021-10206-8 (englisch).
- mit Annemarie Miano, Katrin Schulze, Steffen Moritz et al.: False memory in posttraumatic stress disorder and borderline personality disorder. In: Psychiatry Research. Band 314, 2022, doi:10.1016/j.psychres.2022.114547 (englisch).
- mit Tolou Maslahati, Aline Lea Voß, Stefan Donth et al.: Gesundheitliche Folgen politischer Haft in der Sowjetischen Besatzungszone und der Deutschen Demokratischen Republik. In: Psychotherapie Psychosomatik Medizinische Psychologie. Band 72, Nr. 7, 2022, ISSN 0937-2032, S. 283–291, doi:10.1055/a-1704-8486.
- mit Nikola Schoofs, Kathlen Priebe, Felix Wülfing et al.: Treating nightmares in posttraumatic stress disorder with dronabinol: study protocol of a multicenter randomized controlled study (THC PTSD-trial). In: BMC Psychiatry. Band 23, Nr. 1, 2023, ISSN 1471-244X, S. 1–10, doi:10.1186/s12888-023-04818-5 (englisch).